# Маттера, Дон
Донато Франсиско Маттера (англ. Donato Francisco Mattera; 30 ноября 1934, Йоханнесбург, более известен как Дон Маттера (англ. Don Mattera) — 18 июля 2022) — южноафриканский поэт, журналист, леворадикальный политик и общественный деятель. В юности — гангстерский «авторитет», лидер уличной ОПГ. Участник движения против апартеида. После демонтажа апартеида — общественный активист и литератор.

## Происхождение
Родился в семье, которая по официальной классификации властей ЮАС/ЮАР причислялась к цветным. Дед Донато Маттеры иммигрировал в Южную Африку из Италии и женился на негритянке-коса. Отец считал себя итальянцем, мать была по национальности тсвана.
В восьмилетнем возрасте по настоянию деда Донато был отправлен в Дурбан, где окончил католическую школу. В 14 лет вернулся в родной Йоханнесбург. Поселился в мультикультуральном криминализированном районе Софиятаун.

## В политизированном криминале
Дон Маттера возглавлял в Софиятауне крупнейшую молодёжную банду, принявшую название Vultures (Стервятники). Лично участвовал в драках, получал ножевые и огнестрельные ранения. ОПГ Дона Маттеры занималась вымогательством, грабежами, контролировала нелегальную торговлю спиртным. Впоследствии Маттера вспоминал, что с болью и горечью наблюдал за тем, как молодые африканцы уничтожали друг друга в гангстерских войнах.
В то же время Дон Маттера рано начал интересоваться общественными проблемами. Опыт жизни в мультикультуральном Софиятауне способствовал формированию антирасистских взглядов. Маттера проникся ненавистью к апартеиду и государству африканерских националистов.

Я стал беспризорником и уличным гангстером. На наших глазах разыгрывалась политическая пародия. Мы слышали призывы к борьбе против системы апартеида, её сторонников и функционеров. Разорвать путы улицы, нищеты, бандитизма, включиться в социальные процессы было для меня вопросом времени.

Дон Маттера.

С 1952 «Стервятники» начали политически мотивированные нападения на полицию. Их поддержали боевики других криминальных группировок. В Софиятауне завязывались серьёзные столкновения и перестрелки.
Одновременно Маттера продолжал активную криминальную деятельность. По его признанию, в 1956 «Стервятники» планировали убийство журналиста-расследователя Артура Меймана, в будущем известного писателя, за проведённое им расследование нелегальной торговли алкоголем.
Правительство ЮАС было озабочено ситуацией в Софиятауне — не столько социальным неблагополучием трущобного квартала, сколько бесконтрольным «смешением рас». Уже в 1950 кабинет доктора Малана провёл закон о территориальной расовой сегрегации. В 1959 правительство Хендрика Фервурда начало принудительное расселение Софиятауна.

## Радикальный активист
После расстрела в Шарпевиле Дон Маттера сосредоточился на политической борьбе против апартеида. Состоял в Движении чёрного сознания и Молодёжной лиге Африканского национального конгресса. Организовывал подпольные группы, занимался протестной публицистикой, был организатором Союза чёрных журналистов. За выступления против режима неоднократно арестовывался, подвергался пыткам, несколько лет провёл под домашним арестом.
В своей политической деятельности Дон Маттера был связан с видными деятелями АНК и ЮАКП, в том числе Винни Манделой и Ронни Касрилсом. В то же время Маттера подчёркивал, что по взглядам является не коммунистом, а социалистом.
В 1978 Дон Маттера стал одним из основателей Народной организации Азании (AZAPO) — ультралевой подпольной структуры, идеология которой основывалась на синтезе марксизма, африканского социализма, «чёрного сознания» и наследия Стива Бико. Организация имела своё военное крыло AZANLA, боевики которого проходили подготовку за границей. Идейно и политически AZAPO занимала более левые и радикальные позиции, нежели АНК. В 1983, в период реформ Питера Боты, Дона Маттера участвовал в создании радикального протестного движения Национальный форум.
В 1986 Дон Маттера посетил Швецию, где установил контакты с левыми активистами социал-демократами и антифа.

## Общественный деятель
После демонтажа апартеида в начале 1990-х Донато Маттера занимается активной общественной деятельностью, состоит членом 143 организаций. Основные общественные структуры Маттеры — реабилитационные центры для больных детей, беспризорных и бывших заключённых. Перешёл из католицизма в ислам. Женат, имеет девятерых детей.
В декабре 2013 Дон Маттера произнёс публичную речь в связи с кончиной Нельсона Манделы, заявив, что «южноафриканцы должны любить свою страну и свой народ так, как любил Мандела».

## Журналист и поэт
По профессии Дон Маттера много лет был журналистом, работал в крупных изданиях. В том числе в ежедневной газете Star, которую одно время редактировал Артур Мейман, едва не ставший его жертвой сорока годами ранее.
Дон Маттера известен также как литератор и поэт, автор многочисленных художественных произведений. Его стихотворный стиль отмечен пафосом и лиризмом. Участвует в организации фестивалей африканского искусства. В 1987 Маттера участвовал в создании Конгресса южноафриканских писателей.
Главной писательской работой Дона Маттеры считается автобиография Memory is the Weapon (Память — это оружие). За поэтический сборник Azanian love song (Песнь любви Азании) Маттера в 1986 был удостоен премии шведского ПЕН-клуба.

## Награды
- Орден Баобаба в золоте